# Маклин, Эрика
Эрика Маклин (англ. Erica McLean) — американский порнорежиссёр, порноактриса, сценарист и продюсер порнофильмов. Член Зала славы NightMovies.

## Биография
Первоначально работала моделью и визажистом. В 1994 вышла замуж за известного фотографа Клайва Маклина. Вместе они создали франшизы Barely Legal и Hot Showers и работали над ними.
В 2005 году, после смерти мужа, дебютировала в качестве порнорежиссёра. Дебютной работой стала очередная часть сериала — Barely Legal 53. Кроме Hustler Video, также снимала для Metro. В период 2009–2011 гг. также снялась в качестве актрисы в четырёх фильмах — Barely Legal Miami Girls и Naughty Nannies для Hustler Video, а также Flying Solo и Flying Pink Pig 2 для студии Metro.
В 2011 году включена в Зал славы NightMovies.
Ушла из индустрии в 2012 году, сняв 45 фильмов.

## Награды
- 2011 — включена в Зал Славы NightMovies[4].

## Личная жизнь
Состояла в браке с фотографом, членом Зала славы AVN Клайвом Маклином c 1994 год до его смерти 29 мая 2005 года.